# Cleavage
Cleavage (クレイヴィジ, Kureiviji) est un eroge publié le 18 février 2005 par la marque de jeux pour adultes Empress (ja).
Une adaptation anime en deux épisodes est sortie au Japon en 2006, ; en France, ces OAV sont édités et distribués dans un coffret unique sous le titre Décolletés lubriques,.
C'est le premier hentai doublé en français et distribué en France, ce qui fait monter l’audience des téléspectateurs d'hentai habituels[réf. nécessaire].

## Sypnosis
L'anime commence par un aéroport. Le père est directeur d'une filiale à Sapporo, il quitte la maison familiale un an après la mort de la mère de Yūto. Le protagoniste principal est Yūto Tōdō, c'est un jeune lycéen qui se laisse opprimer par sa demi-sœur, Erika. Cependant, elle entretient un certain désir pour lui au fond d'elle. Un jour, Yūto va franchir la ligne avec Erika d'une manière inattendue. Plus tard, la professeure d'art de Yuuto, Sayaka Ichinose, commence à s'intéresser à ce dernier et lui donne des cours particuliers…

## Personnages
Yūto Tōdō (藤堂 優斗, Tōdō Yūto)
Voix japonaise : Kotoo Nishijima (ja) (anime), voix française : Hervé Carvet[réf. nécessaire]
Protagoniste de l'œuvre, il est en première année au lycée. À l'apparence androgyne, il est en général bon dans les tâches ménagères mais il est mauvais dans ses études.
Erika Tōdō (藤堂 瑛里華, Tōdō Erika)
Voix japonaise : Mari Oda (ja)
La demi-sœur de Yūto après le remariage de sa mère avec son beau-père. En troisième année au lycée, c'est une jeune fille belle et talentueuse avec des proportions au dessus de la moyenne.
Sayaka Ichinose (市ノ瀬 沙夜香, Ichinose Sayaka)
Voix japonaise : Kaori Okuda, voix française : Alice Ley[réf. nécessaire]
Une enseignante d'art au lycée de Yūto. En tant que partenaire de sexe, elle entretient une relation physique avec lui, et montre peu à peu des sentiments envers ce dernier.
Yuki Morikawa (森川 有紀, Morikawa Yuki)
Voix japonaise : Mayu (ja) (eroge), Hazuki Sasano (ja) (anime)
Une amie de Yūto, folle amoureuse d'Erika.
Yūichirō Kunō (久能 優一郎, Kunō Yūichirō)
Voix japonaise : Masaki Andō (ja) (anime), voix française : Jean-Luc Franquet[réf. nécessaire]
Un camarade d'école de Yūto qui admire Erika.

## Liste des épisodes
| No | Titre français | Titre japonais | Titre japonais | Date de 1re diffusion |
| No | Titre français | Kanji          | Rōmaji         | Date de 1re diffusion |
| -- | -------------- | -------------- | -------------- | --------------------- |
| 1  | Erika          | 瑛里華         | Erika          | 24 février 2006       |
| 2  | Sayaka         | 沙夜香         | Sayaka         | 23 juin 2006          |